# Jégtánc a 2017. évi téli universiadén
A 2017. évi téli universiadén a műkorcsolya jégtánc versenyszámának rövid programját február 2-án, míg a kűrt 4-én rendezték az Almaty Arenában. Az aranyérmet az ukrán Olekszandra Nazarova–Makszim Nikitin-páros nyerte.

## Versenynaptár
Az időpontok helyi idő szerint olvashatóak (GMT +06:00).
| Dátum                       | Időpont | Forduló       |
| --------------------------- | ------- | ------------- |
| 2017. február 2., csütörtök | 14:30   | rövid program |
| 2017. február 4., szombat   | 14:00   | kűr           |

## Eredmény
| #  | Versenyző                                                   | Ország           | Rövid program | Rövid program | Kűr     | Kűr    | Össz. pont |
| #  | Versenyző                                                   | Ország           | Rangsor       | Pontok        | Rangsor | Pontok | Össz. pont |
| -- | ----------------------------------------------------------- | ---------------- | ------------- | ------------- | ------- | ------ | ---------- |
|    | Olekszandra Nazarova / Makszim Nikitin                      | Ukrajna          | 1             | 64,12         | 1       | 101,50 | 165,62     |
|    | Szofja Jevdokimova / Jegor Bazin                            | Oroszország      | 2             | 63,96         | 2       | 93,00  | 156,96     |
|    | Shari Koch / Christian Nüchtern                             | Németország      | 3             | 62,32         | 3       | 91,68  | 154,00     |
| 4  | Katharina Müller / Tim Dieck                                | Németország      | 4             | 61,32         | 8       | 79,90  | 141,22     |
| 5  | Vaszilisza Davankova / Anton Sibnyev                        | Oroszország      | 7             | 54,60         | 4       | 83,26  | 137,86     |
| 6  | Csen Hung (Chen Hong) / Csao Jen (Zhao Yan)                 | Kína             | 5             | 55,02         | 5       | 82,22  | 137,24     |
| 7  | Nicole Kuzmichová / Alexandr Sinicyn                        | Csehország       | 6             | 54,90         | 7       | 80,10  | 135,00     |
| 8  | Juulia Turkkila / Matthias Versluis                         | Finnország       | 8             | 50,60         | 9       | 79,52  | 130,12     |
| 9  | Jennifer Urban / Benjamin Steffan                           | Németország      | 9             | 49,54         | 10      | 77,38  | 126,92     |
| 10 | Mathilde Harold / Maël Demougeot                            | Franciaország    | 10            | 45,90         | 6       | 80,14  | 126,04     |
| 11 | Kuo Jü-csu (Guo Yuzhu) / Csao Peng-kun (Zhao Pengkun)       | Kína             | 12            | 42,80         | 11      | 69,68  | 112,48     |
| 12 | Marija Szatavickaja / Andrej Bagin                          | Oroszország      | 11            | 43,80         | 12      | 67,46  | 111,26     |
| 13 | Vang Hsziao-tung (Wang Xiaotong) / Csao Kaj-ko (Zhao Kaige) | Kína             | 13            | 38,82         | 13      | 61,20  | 100,02     |
| 14 | Kristsina Kaunatskaia / Yuri Hulitski                       | Fehéroroszország | 14            | 33,94         | 14      | 52,92  | 86,86      |